# Ignazio Orsini

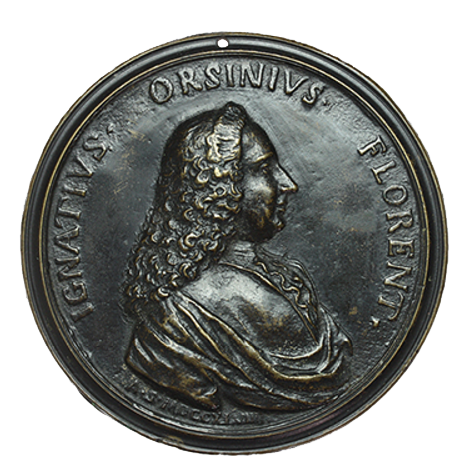
Medaglia celebrativa, 1749. Ignatius Orsinius Florent

Ignazio Orsini (1705/1706 – Firenze, 27 gennaio 1770) è stato uno storico e numismatico italiano.

## Biografia
Il conte Ignazio Orsini, figlio di Camillo Orsini, apparteneva ad una delle principali famiglie nobili della Lunigiana trasferitasi a Firenze agli inizi del Settecento. È in questo periodo, tra il 1705 e il 1706, che si può collocare la sua data di nascita. Fu un appassionato di numismatica e fin dai primi anni della sua vita iniziò a raccogliere monete toscane antiche e moderne, creandone una serie rispettabile di qualunque genere e prezzo, per ordine cronologico dai tempi della Repubblica fiorentina fino al giugno del 1749. Tale raccolta fu richiesta dall'imperatore Francesco I di Lorena granduca di Toscana che la ricevette per mediazione del Emmanuel de Nay, conte di Richecourt (presidente del consiglio di reggenza del Granducato di Toscana dal 1749 al 1757). L'imperatore non la restitui mai all'Orsini, il quale ricreo una nuova collezione ancora più importante, che i suoi eredi vendettero poi al Granduca Medici e che oggi forma il nucleo centrale e più importante della collezione di monete presente al museo del Bargello di Firenze. Il 6 dicembre 1739 fu nominato socio dell'Accademia toscana di scienze e lettere La Colombaria  con il soprannome “Il sollecito”, tramite una lettera inviata da Andrea da Verrazzano (detto “Il Tarpato”) per conto della società, e ne rimase membro a vita. 
Nel 1745 scrisse la prefazione dell’opera Azioni gloriose degli uomini illustri fiorentini espresse co’ loro ritratti nelle volte della Real Galleria di Toscana di Domenico Maria Manni, dopo essersi occupato l’anno prima di catalogare venti tavole delle opere delle volte della Galleria, disegnate da Giuseppe Menabuoni.
Nel 1754 si assunse l’onere delle spese tipografiche a sostegno della pubblicazione delle Notizie istoriche delle chiese fiorentine divise ne’ suoi quartieri di Giuseppe Richa, socio colombario dal 1754, con il quale Ignazio era entrato in contatto presso la chiesa di San Giovannino degli Scolopi a Firenze.
Nel 1756 scrisse una Storia delle monete de’ granduchi di Toscana della casa de’ Medici e di quelle dell’augustissimo imperatore Francesco di Lorena come granduca di Toscana in cui catalogò le monete utilizzate nel periodo che va da Alessandro I, primo duca di Firenze (1532), a Francesco I di Lorena, granduca di Toscana dal 1738.
Nel 1760 scrisse la Storia delle monete della Repubblica fiorentina, opera dedicata al marchese Lorenzo Casimiro degli Albizi, intenzionato a formare un museo sulle monete della casa de’ Medici e della Repubblica fiorentina.
Orsini fu ascritto alla nobiltà pisana con decreto granducale del 1768 e alla Nobiltà Fiorentina; inoltre la Nobil Casa Orsini era stata insignita di un Diploma Amplissimo con cui si conferiva il titolo di Conte a tutta la discendenza.. Ricoprì la carica di amministratore del banco del mare presso la dogana di Firenze fino alla sua morte, avvenuta il 27 gennaio 1770 a Firenze, all'età di 64 anni. Fu sepolto nella chiesa di San Michele Visdomini. La figlia Cammilla sposo il conte Giuseppe Manni figlio del conte Niccolò, Patrizio Pistoiese.

## Opere
- Ignazio Orsini, Storia delle monete de’ granduchi di Toscana della casa de’ Medici e di quelle dell’augustissimo imperatore Francesco di Lorena come granduca di Toscana scritta da Ignazio Orsini accademico fiorentino, apatista, e socio colombario, Firenze 1756;
- Ignazio Orsini, Storia delle monete della Repubblica fiorentina data in luce da Ignazio Orsini accademico fiorentino, apatista, e socio colombario, Firenze 1760;

## Storia delle monete de’ granduchi di Toscana
L’opera Storia delle monete de’ granduchi di Toscana della casa de’ Medici e di quelle dell’augustissimo imperatore Francesco di Lorena come granduca di Toscana di Ignazio Orsini è stata pubblicata a Firenze nel 1756 presso la stamperia di Giovan Paolo Giovannelli (stampator colombario). Orsini fu il primo a preoccuparsi di rendere note le monete fiorentine della Repubblica e del Principato, tenendo in considerazione la loro forma, materia, età, peso e valore. Siccome le monete del Principato de’ Medici costituiscono una considerevole parte della storia fiorentina, Orsini ritenne opportuno catalogarle partendo da quelle in uso nel periodo del Duca Alessandro I fino a quelle in uso presso il Granduca di Toscana Francesco I di Lorena. Riguardo al suo metodo, Orsini scrive: “per cominciare con ordine nella illustrazione delle molteplici Monete, ne divido la serie universale in altrettante particolari classi, quanti sono stati i nostri Sovrani, assegnando a ciascheduna Moneta il suo numero; e poiché assai importa la cognizione della qualità loro, si va notando la materia, vale a dire, quali siano d’oro, quali d’argento, e quali di rame, ed insieme a questi la loro bontà”. In un secondo momento ne spiega le figure, le iscrizioni, l’anno e ogni altra cosa impressa nella parte frontale e poi i simboli, le impronte e altre allusioni impresse nella parte posteriore, ricordando in che occasione ogni moneta fu battuta.

## Storia delle monete della Repubblica fiorentina
L’opera Storia della moneta della Repubblica fiorentina di Ignazio Orsini è stata pubblicata a Firenze nel 1760 presso la stamperia di Pietro Gaetano Viviani ed è dedicata al Marchese e Priore Lorenzo Casimiro Degli Albizi che si dilettava a formare un museo sulle monete della Casa de’ Medici e della Repubblica fiorentina. Orsini aveva già pubblicato un’opera, “Storia delle monete de’ granduchi di Toscana della casa de’ Medici e di quelle dell’augustissimo imperatore Francesco di Lorena come granduca di Toscana”, sulle monete uscite ai tempi della Repubblica fiorentina, mentre nella sua seconda opera Orsini si occupò di descrivere la specie, la qualità e la grandezza di varie monete attraverso due tavole in rame, quattro in legno e molte altre figure incise sempre nel legno. Nelle prime due tavole sono presenti 36 fiorini, fatti coniare da diversi sovrani d’Europa a somiglianza dei fiorini della Repubblica fiorentina, a cui segue un’accurata spiegazione. Le seguenti tre tavole sono costituite da monete, sia in oro che in argento, battute ai tempi della Repubblica, unitamente alla loro spiegazione. L’ultima tavola rappresenta dei segni di fiorini in oro, argento e rame, di cui non è stato possibile risalire a chi appartenessero. Le sei tavole precedono la copia del libro dei Maestri di Zecca, scritto in latino dallo storico Giovanni Villani nel 1316, che costituisce il corpo dell’opera. Secondo quanto riportato da Orsini, Villani si era reso conto di una grave lacuna nei registri della Zecca: mancavano le registrazioni delle ordinazioni, non vi era alcuna cura del conio e dei segni e di “cento [altre] cose”; tutto ciò provocava una profonda confusione. Così Villani curò un libro nel quale per ogni semestre si sarebbero dovuti registrare i nomi dei Potestà, dei Capitani del Popolo, dei Maestri di Zecca e i nomi di altri Ufficiali, ma anche la qualità delle monete e dei segni riportati sul margine. Tuttavia, nonostante fossero passati solo 64 anni da quando fu battuto per la prima volta il Fiorino d’Oro, Villani non riuscì a identificare 72 segni che rimasero quindi senza note. A tal proposito, Orsini precisa che spesso i segni alludono allo stemma delle famiglie (ad esempio, la famiglia degli Acciaiuoli ha per segno un acciaiuolo, dei Peruzzi una pera, degli Spini una spina, de’ Martelli due martelli incrociati, de’ Capponi un cappone). Molti furono i semestri tralasciati o incompleti: in alcuni mancano i nomi degli Ufficiali, in altri le notizie sulla qualità e quantità delle monete, o anche sui segni, necessari a identificarle. A conclusione dell’opera, seguono tre Indici: il primo riguarda le famiglie dei Maestri di Zecca con i nomi e gli anni di coloro, in quel tempo, esercitavano il mestiere; il secondo riguarda i Maestri di Zecca di cui non si conosceva la famiglia di appartenenza; il terzo comprende tutti i segni che si trovavano nelle monete d’oro, d’argento e di rame della Repubblica fiorentina.